# Cantiano
Cantiano település Olaszországban, Marche régióban, Pesaro és Urbino megyében. Lakosainak száma 1999 fő (2023. január 1.). Cantiano Scheggia e Pascelupo, Cagli, Frontone és Gubbio községekkel határos.

## Népesség
A település népessége az elmúlt években az alábbi módon változott:
| Lakosok száma | 2220 | 2206 | 1999 |
|               | 2017 | 2018 | 2023 |